# Bramsaling
Bramsaling – na żaglowcach wiązanie (saling) łączące bramstengę z bombramstengą.